# Campeonato Paraense de Futebol de 2005
O Campeonato Paraense de Futebol de 2005 foi a 93º edição da divisão principal do campeonato estadual do Pará. O campeão foi o Paysandu que conquistou seu 41º título na história da competição. O Remo foi o vice-campeão. O artilheiro do campeonato foi Rico, jogador do Pedreira, com 11 gols marcados.

## Classificação

### 1º fase (Taça ACLEP)
| Taça ACLEP de 2005                  |
| Santarem                            |
| ----------------------------------- |
| São Raimundo-PA Campeão (1º título) |

### Fase Principal

#### Participantes
| Equipe          | Cidade     | Em 2004              | Estádio            | Capacidade | Títulos (mais recente) | Part. |
| --------------- | ---------- | -------------------- | ------------------ | ---------- | ---------------------- | ----- |
| Abaeté          | Abaetetuba | 1º (Segunda Divisão) | Humberto Parente   | 3.100      | 0 (não possui)         | 1ª    |
| Águia de Marabá | Marabá     | 7º (Fase Principal)  | Zinho de Oliveira  | 5.000      | 0 (não possui)         | 6     |
| Ananindeua      | Ananindeua | 4º (Fase Principal)  | Souza              | 5.000      | 0 (não possui)         | 6     |
| Castanhal       | Castanhal  | 3º (Fase Principal)  | Modelão            | 7.500      | 0 (não possui)         | 10    |
| Paysandu        | Belém      | 2º (Fase Principal)  | Curuzu             | 16.200     | 40 (2002)              | 89    |
| Pedreira        | Belém      | 6º (Primeira Fase)   | Baenão             | 12.000     | 0 (não possui)         | 5     |
| Remo            | Belém      | 1º (Fase Principal)  | Baenão             | 12.000     | 40 (2004)              | 89    |
| São Raimundo-PA | Santarém   | 5º (Primeira Fase)   | Colosso do Tapajós | 16.000     | 0 (não possui)         | 7     |

#### Final do 1º turno
| 23 de fevereiro | Remo                          | 2 – 2 1 – 2 (pen.) | Paysandu      | Estádio Mangueirão, Belém                          |
| 20:30           | Odair 18' · Geraldo 71' (pen) |                    | 2' 63' Robgol | Público: 38,373 Árbitro: Alício Pena Júnior (FIFA) |

| Taça Cidade de Belém 2005    |
| ---------------------------- |
|                              |
| Paysandu Campeão (1º título) |

#### Final do 2º turno
| 3 de abril | Paysandu | 0 – 0 | Remo | Estádio Mangueirão, Belém                            |
| 16:00      |          |       |      | Público: 40,876 Árbitro: Edílson Pereira de Carvalho |

|                                                    |       | Penalidades                            |  |
| Robgol Sandro Goiano Lecheva Balão Donizete Amorim | 4 – 3 | Gian Geraldo Cristiano Serginho Barata |  |

| Taça Estado do Pará 2005     |
| ---------------------------- |
|                              |
| Paysandu Campeão (1º título) |

## Premiação
| Campeonato Paraense de 2005   |
| Belém                         |
| ----------------------------- |
| Paysandu Campeão (41º título) |